# Скандал с Essjay
Скандал с Essjay — события, связанные с тем, что участник Википедии на английском языке, правивший под псевдонимом Essjay и выдававший себя за профессора, оказался самозванцем, 24-летним студентом, черпавшим знания из онлайн-руководств «для чайников». Незадолго до того, как правда об Essjay стала достоянием общественности, Джимми Уэйлс назначил его в арбитражный комитет.

## Интервью

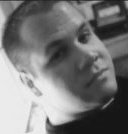
Фотография Джордана с его страницы в Викии

Сотрудница газеты The New Yorker Стэйси Шифф, ранее удостоившаяся Пулитцеровской премии, собиралась написать статью о Википедии. Один из участников проекта порекомендовал ей взять интервью у Райана Джордана (англ. Ryan Jordan), тогда ещё известного только под псевдонимом Essjay. Тот согласился поделиться опытом администраторской работы в Википедии при условии, что она (то есть Шифф) «не должна раскрывать никаких личных сведений, кроме тех, что содержатся на его пользовательской странице».
В интервью Джордан заявил, что имеет учёные степени по теологии и каноническому праву и долгое время преподаёт в частном университете. Кроме того, он заявил, что проводит в Википедии не менее 14 часов в сутки и при этом скрывает своё увлечение от коллег и друзей. Он рассказывал, что часто берёт на занятия портативный компьютер, что позволяет ему заниматься любимым делом, пока его студенты выполняют тестовые задания. Свою анонимность Джордан объяснял желанием избежать преследования в виртуальном пространстве.
Джордан рассказал, что отправил от своего имени письмо преподавателю колледжа, запрещавшему использовать материалы Википедии в работах, в котором высказался в защиту Википедии, и для придания веса своим утверждениям использовал свои вымышленные регалии.
Уважаемый профессор <Имярек>.

Я являюсь администратором интернет-энциклопедии Википедия и, кроме всего прочего, долгое время преподаю теологию. Приглашаю вас посетить мою личную страницу и убедиться в моей квалификации…

## Раскрытие
Свои настоящие личные данные Джордан опубликовал на личной странице в Викии. Его коллеги по Википедии попросили объяснить явные несоответствия, на что Джордан дал обстоятельный ответ:

Существует множество троллей, преследователей и психопатов, блуждающих по Википедии и другим проектам Викимедиа в поисках людей, которых можно притеснять, преследовать и чью жизнь можно как-либо разрушить (несколько человек были арестованы за свою здешнюю деятельность)... В конце концов вы скажете что-то, что укажет на вас, и преследователи найдут эту информацию... Я решил быть самим собой, никогда не скрывать свою личность, всегда оставаться тем, кто я есть, но использовать дезинформацию в отношении того, что я считаю несущественными деталями: возраст, местоположение, профессия и т. д.
Оригинальный текст (англ.)There are a number of trolls, stalkers, and psychopaths who wander around Wikipedia and the other Wikimedia projects looking for people to harass, stalk, and otherwise ruin the lives of (several have been arrested over their activities here)…You will eventually say something that will lead back to you, and the stalkers will find it… I decided to be myself, to never hide my personality, to always be who I am, but to utilize disinformation with regard to what I consider unimportant details: age, location, occupation, etc.

Даниэль Брандт, общественный деятель, часто критиковавший Википедию, довёл информацию о Джордане до редакции газеты The New Yorker. В феврале 2007 года вышло опровержение. Текущая версия статьи на сайте газеты содержит примечание, в котором говорится: «Essjay утверждает, что ему 24 года, ни одной учёной степени у него нет и он никогда не преподавал».